# Saint-Prix (Val-d'Oise)
Pour les articles homonymes, voir Saint-Prix.
Saint-Prix est une commune française située dans le département du Val-d'Oise, en région Île-de-France.
Ses habitants sont appelés les Saint-Prissiens.

## Géographie

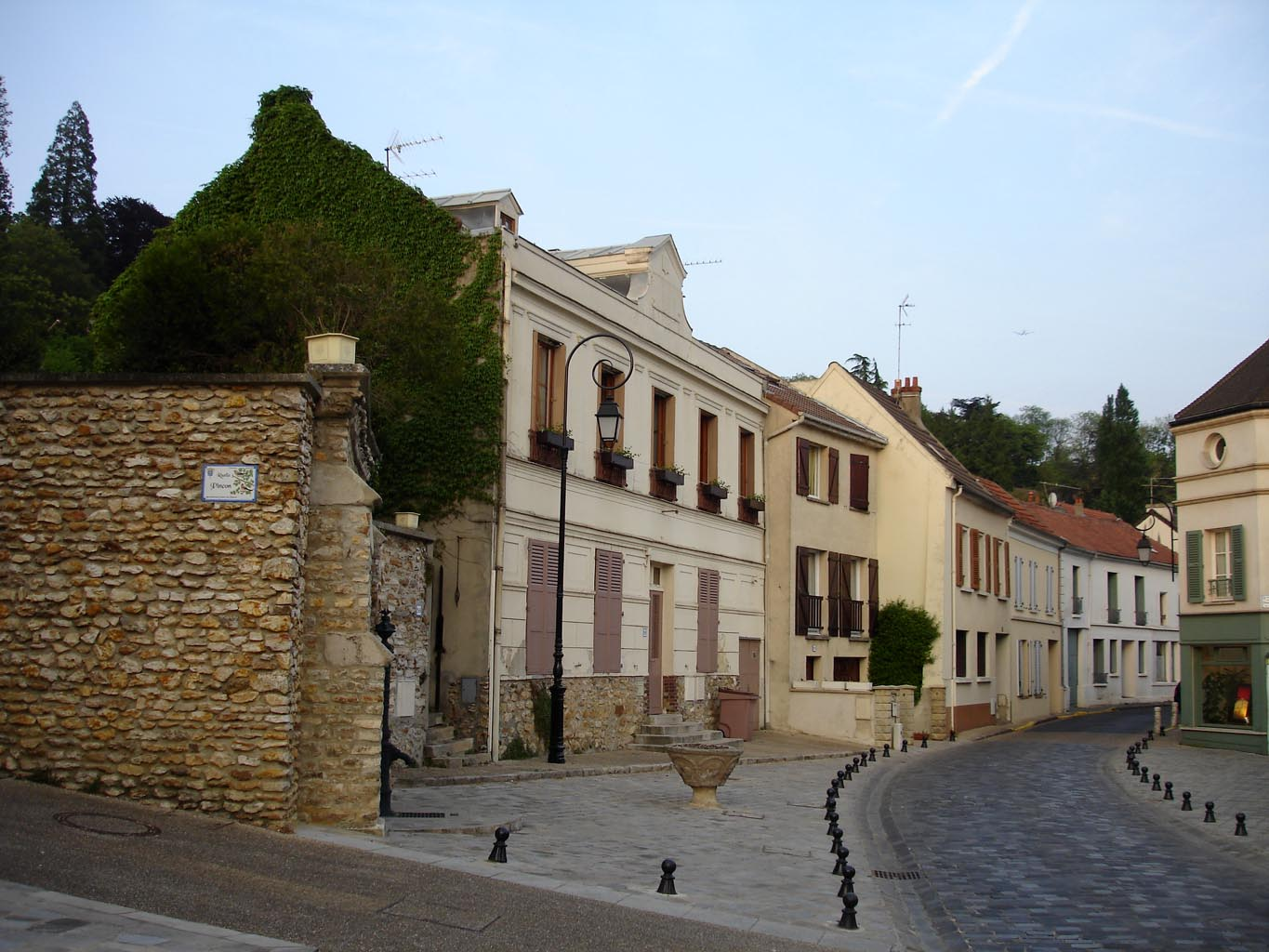
Paysage de la commune : La rue Auguste-Rey.

La commune se situe à 15 km au nord de Paris, sur le flanc méridional de la vaste butte-témoin portant la forêt de Montmorency. Elle domine la vallée de Montmorency.
Saint-Prix est limitrophe de Montlignon, Eaubonne, Ermont, Saint-Leu-la-Forêt, Bouffémont, Chauvry et Domont.
La commune est desservie par la gare du Gros Noyer - Saint-Prix, située sur la commune d'Ermont.

### Communes limitrophes
| Chauvry            | Bouffémont | Domont     |
| Saint-Leu-la-Forêt | Saint-Prix | Montlignon |
|                    | Ermont     | Eaubonne   |

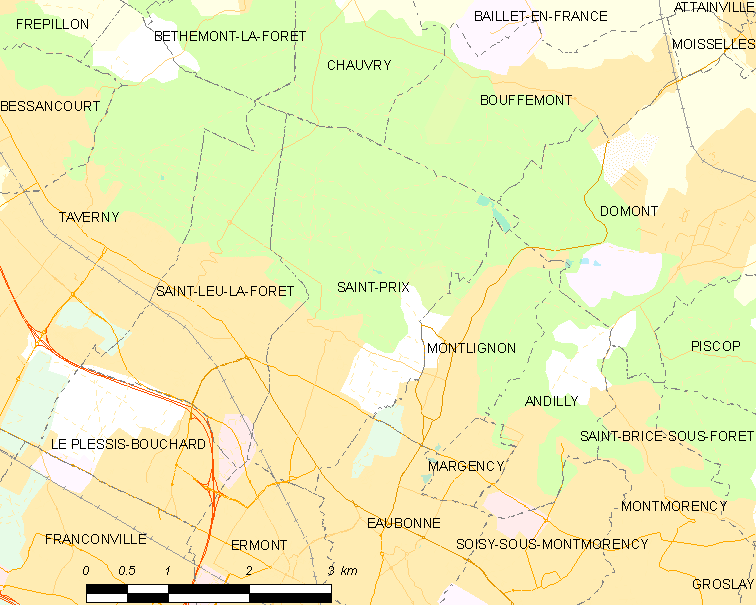
Carte de la commune.
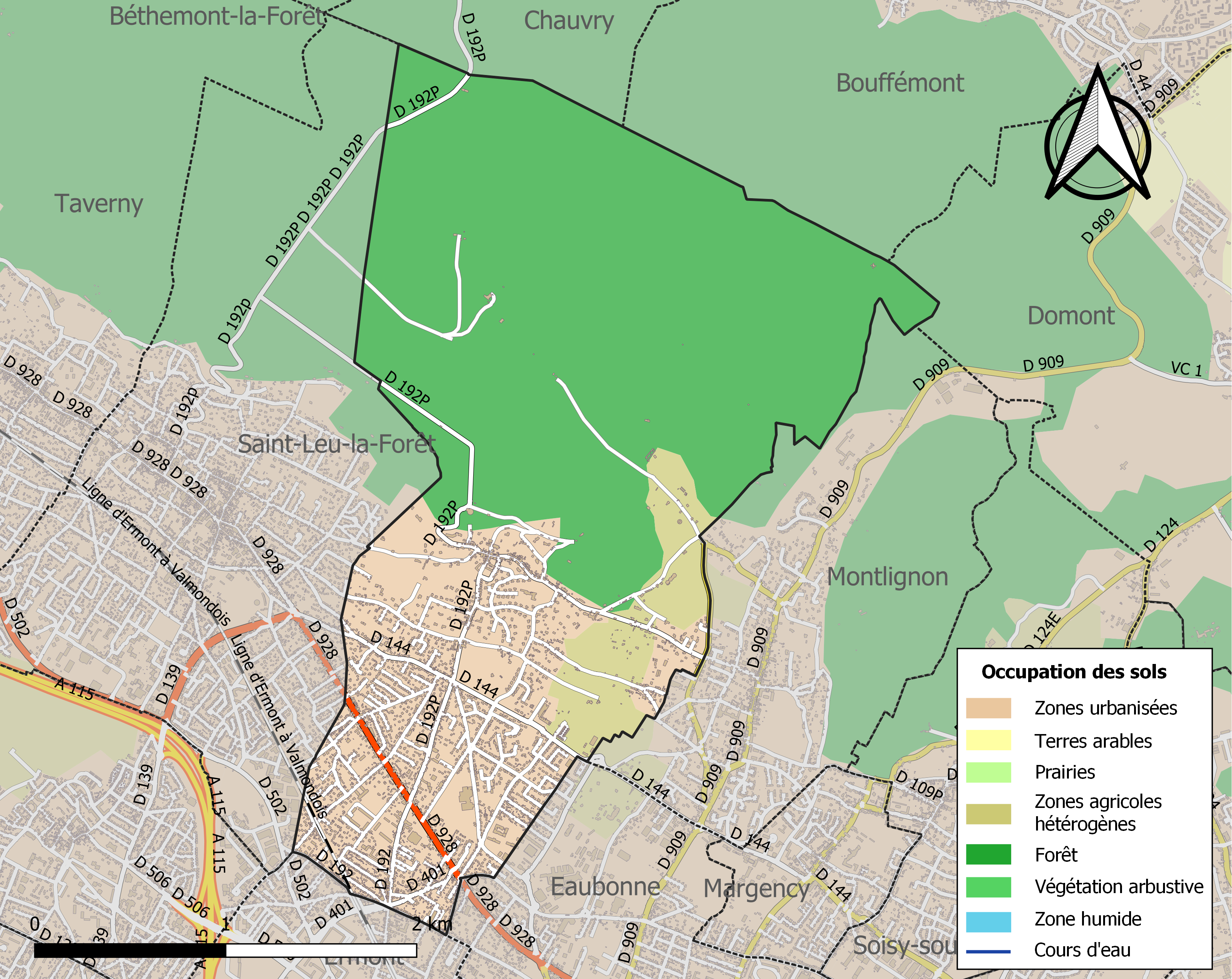
Occupation des sols

### Climat
Pour des articles plus généraux, voir Climat de l'Île-de-France et Climat du Val-d'Oise.
En 2010, le climat de la commune est de type climat océanique dégradé des plaines du Centre et du Nord, selon une étude du CNRS s'appuyant sur une série de données couvrant la période 1971-2000. En 2020, Météo-France publie une typologie des climats de la France métropolitaine dans laquelle la commune est dans une zone de transition entre le climat océanique et le climat océanique altéré et est dans la région climatique  Sud-ouest du bassin Parisien, caractérisée par une faible pluviométrie, notamment au printemps (120 à 150 mm) et un hiver froid (3,5 °C).
Pour la période 1971-2000, la température annuelle moyenne est de 11 °C, avec une amplitude thermique annuelle de 15,3 °C. Le cumul annuel moyen de précipitations est de 684 mm, avec 12,8 jours de précipitations en janvier et 8,1 jours en juillet. Pour la période 1991-2020, la température moyenne annuelle observée sur la station météorologique la plus proche, située sur la commune de Bonneuil-en-France à 13 km à vol d'oiseau, est de 12,1 °C et le cumul annuel moyen de précipitations est de 616,3 mm,. Pour l'avenir, les paramètres climatiques de la commune estimés pour 2050 selon différents scénarios d'émission de gaz à effet de serre sont consultables sur un site dédié publié par Météo-France en novembre 2022.

## Urbanisme

### Typologie
Au 1er janvier 2024, Saint-Prix est catégorisée grand centre urbain, selon la nouvelle grille communale de densité à sept niveaux définie par l'Insee en 2022.
Elle appartient à l'unité urbaine de Paris, une agglomération inter-départementale regroupant 407  communes, dont elle est une commune de la banlieue,,. Par ailleurs la commune fait partie de l'aire d'attraction de Paris, dont elle est une commune du pôle principal,. Cette aire regroupe 1 929 communes,.

## Toponymie
Turnus en 1175, Tour ou Tourn, To ou Torn en 1193, Tou en 1648, Thou en 1691.
Anciennement « Thor » ou « Thür », d'origine germanique, le village doit son nom actuel au saint auvergnat assassiné en 676 et dont les reliques furent déposées dans un prieuré établi par des religieux qui les avaient reçues de Jean de Tour, trésorier du Temple de Paris. Le pèlerinage aux reliques de Saint-Prix se développe et le nom de « Saint-Prix » apparaît ainsi en 1536.

## Histoire
L'existence du village de Tour est attesté en 1099 lorsque Raoul Deliès, comte de Pontoise donne ses droits sur ce village ainsi que le village voisin dénommé de Métiger à l'abbaye Saint-Martin-des-Champs.
Le village ne compte que 40 habitants en 1470, il dépend alors de la seigneurie des Montmorency qui fondèrent au XIIe siècle dans la forêt de Montmorency un prieuré transformé en rendez-vous de chasse en 1460 et qui reçut la visite de Louis XI.
Pendant la Révolution française, la commune prend le nom de Bellevue-la-Forêt.

## Politique et administration

### Rattachements administratifs et électoraux
Rattachements administratifs
Antérieurement à la loi du 10 juillet 1964, la commune faisait partie du département de Seine-et-Oise. La réorganisation de la région parisienne en 1964 fit que la commune appartient désormais au département du Val-d'Oise et à son arrondissement de Pontoise après un transfert administratif effectif au 1er janvier 1968.
Elle faisait partie de 1801 à 1815 du canton de Montmorency, année où elle intègre le canton de Taverny de Seine-et-Oise. Lors de la mise en place du Val-d'Oise, la ville intègre le canton de Saint-Leu-la-Forêt. Dans le cadre du redécoupage cantonal de 2014 en France, cette circonscription administrative territoriale a disparu, et le canton n'est plus qu'une circonscription électorale.
Saint-Prix fait partie de la juridiction d’instance de Montmorency, et de celle du tribunal judiciaire ainsi que du commerce de Pontoise,.
Rattachements électoraux
Pour les élections départementales, la commune est membre depuis 2014 du canton de Domont
Pour l'élection des députés, elle fait partie de la troisième circonscription du Val-d'Oise.

### Intercommunalité
Saint-Prix, qui n'était jusqu'alors membre d'aucune intercommunalité, a intégré lors de sa création en 2016 la communauté d'agglomération Plaine Vallée, un établissement public de coopération intercommunale (EPCI) à fiscalité propre et auquel la commune a transféré un certain nombre de ses compétences, dans les conditions déterminées par le code général des collectivités territoriales.

### Tendances politiques et résultats
Jean-Pierre Enjalbert, maire de la commune depuis 1995, est tête de liste aux élections européennes du 7 juin 2009 sur la liste Debout la République (maintenant Debout la France) pour la circonscription Île-de-France, ainsi qu'à celles de 2015. Lors des élections municipales et cantonales de 2008, il était soutenu par Génération écologie[réf. nécessaire].
Après les attentats du 11 septembre 2001, M. Enjalbert a refusé de délivrer des attestations d'accueil aux « ressortissants émanant des pays régulièrement cités dans les affaires de terrorisme international ou de pays où des scènes de liesse ont accompagné l'annonce du drame que vient de vivre l'occident ».
Au premier tour des élections municipales de 2014 dans le Val-d'Oise, la liste DVD menée par le maire sortant Jean-Pierre Enjalbert remporte la majorité absolue des suffrages exprimés, avec 2 615 voix (84,71 %, 27 conseillers municipaux élus dont 4 communautaires), battant très largement la liste PS-PCF-EELV menée par Corinne Selmi (472 voix, 15,28 %, 2 conseillers municipaux élus).
Lors de ce scrutin, 41,59 % des électeurs se sont abstenus.
Au premier tour des élections municipales de 2020 dans le Val-d'Oise, la liste DVD menée par Céline Villecourt — soutenue par le maire sortant Jean-Pierre Enjalbert qui ne se représentait pas — obtient la majorité absolue des suffrages exprimés, avec 1 332 voix (63,94 %, 24 conseillers municipaux élus dont 2 communautaires), devançant très largement celle DIV menée par Laurent Lacagne (751 voix, 36,05 %, 5 conseillers municipaux élus).
Lors de ce scrutin marqué par la pandémie de Covid-19 en France, 62,14 % des électeurs se sont abstenus.

### Liste des maires
| Période                                  | Période                    | Identité               | Étiquette | Qualité |
| ---------------------------------------- | -------------------------- | ---------------------- | --------- | --- |
| Les données manquantes sont à compléter. |                            |                        |           | |
| 1884                                     | 1893                       | Auguste Rey            |           | Avocat et historien                                                                                             |
| 1921                                     | 1925                       | Louis de Boislisle     |           | |
| Les données manquantes sont à compléter. |                            |                        |           | |
| mars 1971                                | janvier 1995               | Christian Dufresne     | SE        | Démissionnaire                                                                                                  |
| janvier 1995                             | juin 1995                  | Guillaume Dufresne     | SE        | Neveu de Christian Dufresne                                                                                     |
| juin 1995                                | mai 2020                   | Jean-Pierre Enjalbert, | DLF       | Médecin Conseiller général de St-Leu-la-Forêt (2001 → 2015) Vice-président de la CA Plaine Vallée (2016 → 2020) |
| mai 2020,                                | En cours (au 17 juin 2021) | Céline Villecourt      | LR        | Vice-présidente de la CA Plaine Vallée (2020 → ) Conseillère départementale de Domont (2021 → )                 |

## Population et société

### Démographie
L'évolution du nombre d'habitants est connue à travers les recensements de la population effectués dans la commune depuis 1793. Pour les communes de moins de 10 000 habitants, une enquête de recensement portant sur toute la population est réalisée tous les cinq ans, les populations de référence des années intermédiaires étant quant à elles estimées par interpolation ou extrapolation. Pour la commune, le premier recensement exhaustif entrant dans le cadre du nouveau dispositif a été réalisé en 2006.

En 2022, la commune comptait 7 588 habitants, en évolution de +5,37 % par rapport à 2016 (Val-d'Oise : +4 %, France hors Mayotte : +2,11 %).
| 1793 | 1800 | 1806 | 1821 | 1831 | 1836 | 1841 | 1846 | 1851 |
| ---- | ---- | ---- | ---- | ---- | ---- | ---- | ---- | ---- |
| 522  | 476  | 477  | 438  | 485  | 475  | 440  | 456  | 457  |

| 1856 | 1861 | 1866 | 1872 | 1876 | 1881 | 1886 | 1891 | 1896 |
| ---- | ---- | ---- | ---- | ---- | ---- | ---- | ---- | ---- |
| 440  | 429  | 461  | 474  | 480  | 510  | 576  | 556  | 567  |

| 1901 | 1906 | 1911 | 1921  | 1926  | 1931  | 1936  | 1946  | 1954  |
| ---- | ---- | ---- | ----- | ----- | ----- | ----- | ----- | ----- |
| 611  | 761  | 839  | 1 042 | 1 597 | 1 997 | 2 522 | 2 562 | 2 999 |

| 1962  | 1968  | 1975  | 1982  | 1990  | 1999  | 2006  | 2011  | 2016  |
| ----- | ----- | ----- | ----- | ----- | ----- | ----- | ----- | ----- |
| 3 825 | 4 302 | 5 435 | 4 981 | 5 623 | 6 767 | 7 214 | 7 243 | 7 201 |

| 2021  | 2022  | - | - | - | - | - | - | - |
| ----- | ----- | - | - | - | - | - | - | - |
| 7 404 | 7 588 | - | - | - | - | - | - | - |

### Cultes
La communauté musulmane Ahmadiyya, un mouvement religieux musulman originaire du sous-continent indien considéré comme hérétique par les autres branches de l'islam a implanté dans la commune de Saint-Prix sa première mosquée en France en 2008

#### Pèlerinage de Saint-Prix
Vers 1090] est construite la petite église du village de Tour sous la protection de saint Fiacre. En 1278, Jean de Tour, seigneur du village et trésorier du Temple fait don à l’église des reliques de saint Prix, évêque de Clermont, assassiné en 674.
Dès lors, les pèlerins de plus en plus nombreux viennent se recueillir auprès des reliques du saint qui, dit-on, réalise de nombreux miracles. Ce pèlerinage est destiné aux « personnes impotentes des bras et des jambes ». En 1520 le nom de Saint-Prix se substitue à celui de Tour. L’église, devenue alors trop petite, est considérablement agrandie aux XVIe et XVIIe siècles (chapelles, chœur). Au fil des siècles, le pèlerinage tombe dans l’oubli ainsi que l’église, qui est sauvée de la ruine par une restauration au XIXe siècle.
Depuis plus de dix ans, le pèlerinage a repris par des pèlerins de Paris à Saint-Prix. Depuis 2010, les paroissiens font une procession des reliques de saint Prix le dimanche le plus proche du 25 janvier. Mgr Jean-Yves Riocreux a présidé le pèlerinage le dimanche 27 janvier 2011.

## Culture locale et patrimoine

### Lieux et monuments
Saint-Prix compte trois monuments historiques sur son territoire :
- Église du Vieux Village (inscrite monument historique en 1926[36]) : 
La première église romane, à laquelle appartiennent peut-être les corniches à l'est et à l'ouest de la base du clocher, a été donnée à l'abbaye Saint-Martin de Pontoise vers 1085, et un prieuré a été fondé en même temps. Le patron de la paroisse est alors saint Germain. 
À partir de la fin du XIIe siècle et jusqu'en 1220 environ, l'église est entièrement rebâtie dans le style gothique primitif, et elle conserve de cette époque le plan et l'ordonnancement général, mais très peu d'éléments en élévation : il s'agit essentiellement des chapiteaux au nord de la nef ; des piles orientales du clocher, qui s'élève au-dessus de la croisée du transept ; de l'étage de beffroi du clocher ; et des fenêtres hautes bouchées dans la partie droite du chœur. 
Au XVe siècle, l'essor du pèlerinage de saint Prix, dont l'église possède sans doute des reliques dès l'origine, fait que ce second patron supplante le premier, qui s'est depuis longtemps effacé. Après la guerre de Cent Ans, l'église est presque entièrement rebâtie pour une seconde fois : d'abord la nef est voûtée d'ogives dans le style gothique flamboyant, à la fin du XVe siècle, puis pendant la seconde moitié du XVIe siècle, les grandes arcades sont reprises en sous-œuvre (sauf au nord de la nef), les collatéraux sont presque entièrement reconstruites (sauf au nord de la nef), et une nouvelle abside est construite sur les fondations de l'ancienne. Dès lors, le style dominant de l'église est celui de la Renaissance, même si la structure demeure gothique. 
Au XVIIe siècle, une sacristie et des chapelles sont ajoutées devant le bas-côté sud. Les chapelles, ainsi que la première travée de la nef, sont malheureusement en partie démolies vers 1836, et les remaniements à la fin du XIXe siècle modifient encore l'aspect extérieur de la nef. L'intérêt de l'église réside en grande partie dans sa complexité architecturale, perceptible notamment à l'intérieur, et en son riche mobilier[37],[b 1].

- Château de la Chasse dans la forêt de Montmorency, près de la route des Fonds (inscrit monument historique en  1933[38]) : 
Le château actuel est issu d'une maison forte du XIIe siècle, se composant d'un logis de plan carré de 20 m de côté, flanqué aux angles de quatre tours rondes. Elles sont dérasées en 1728, et le logis est remplacé par une maison contemporaine. L'un des premiers propriétaires connus est Mathieu II de Montmorency en 1208. Guillaume de Montmorency y reçoit le roi Louis XI pour une partie de chasse. Le château passe ensuite dans la maison de Condé, puis est racheté par Louis Bonaparte sous le Premier Empire. 
Sous la Restauration, les Condé récupèrent le château, mais le cèdent bientôt à Sophie Dawes, baronne de Feuchères[b 2]. C'est aujourd'hui un domaine de l'Office national des forêts.
- Cimetière de Bosc, près du château (inscrit monument historique en 1933[39]) : C'est un petit cimetière familial, où reposent le naturaliste Louis-Augustin Bosc d'Antic (1759-1828, son épouse, sa fille et plusieurs de ses parents. Bosc découvre la forêt de Montmorency alors qu'il est président de la Société des naturalistes français, peu après la Révolution[b 3].

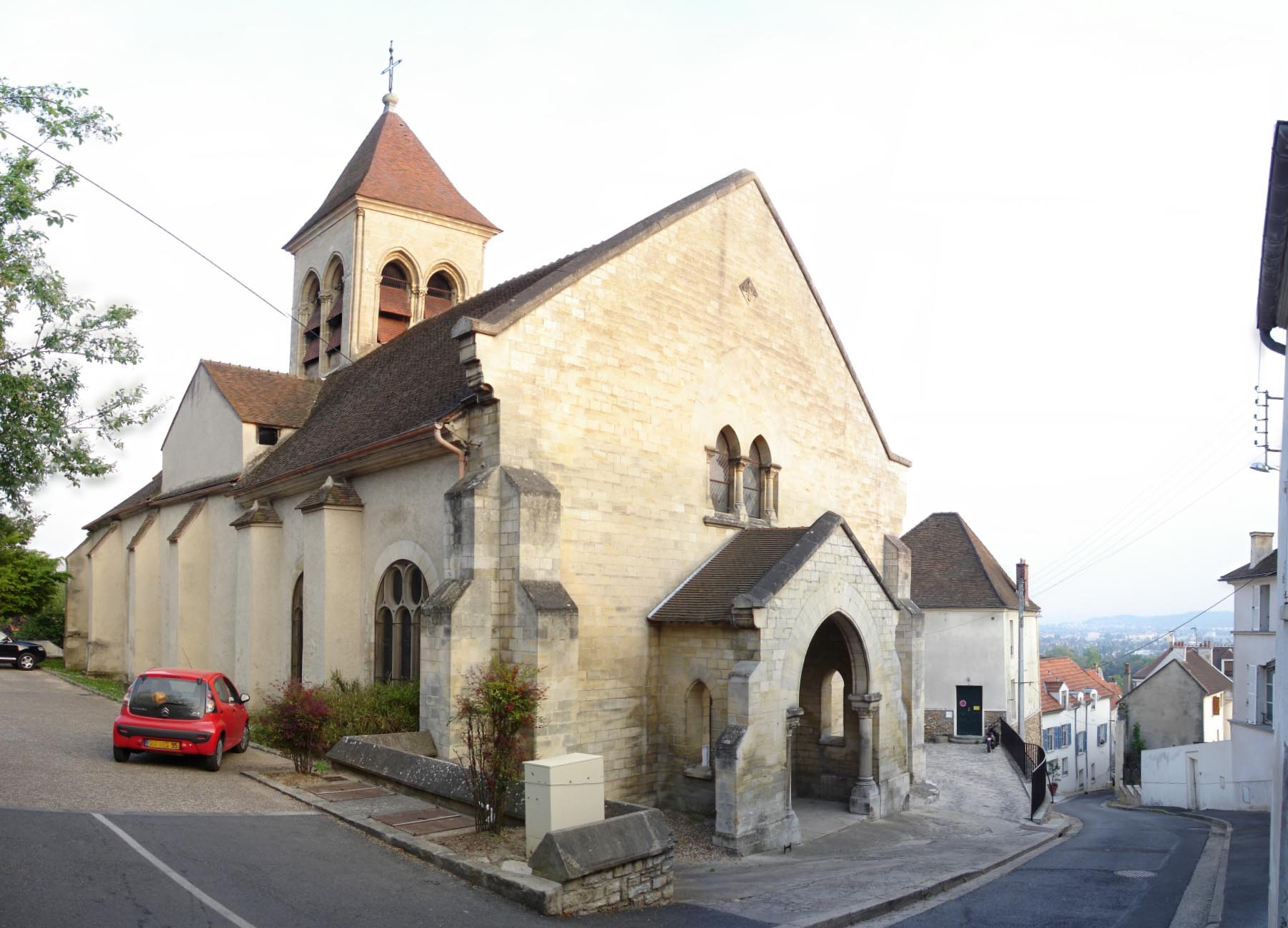
Église Saint-Prix.
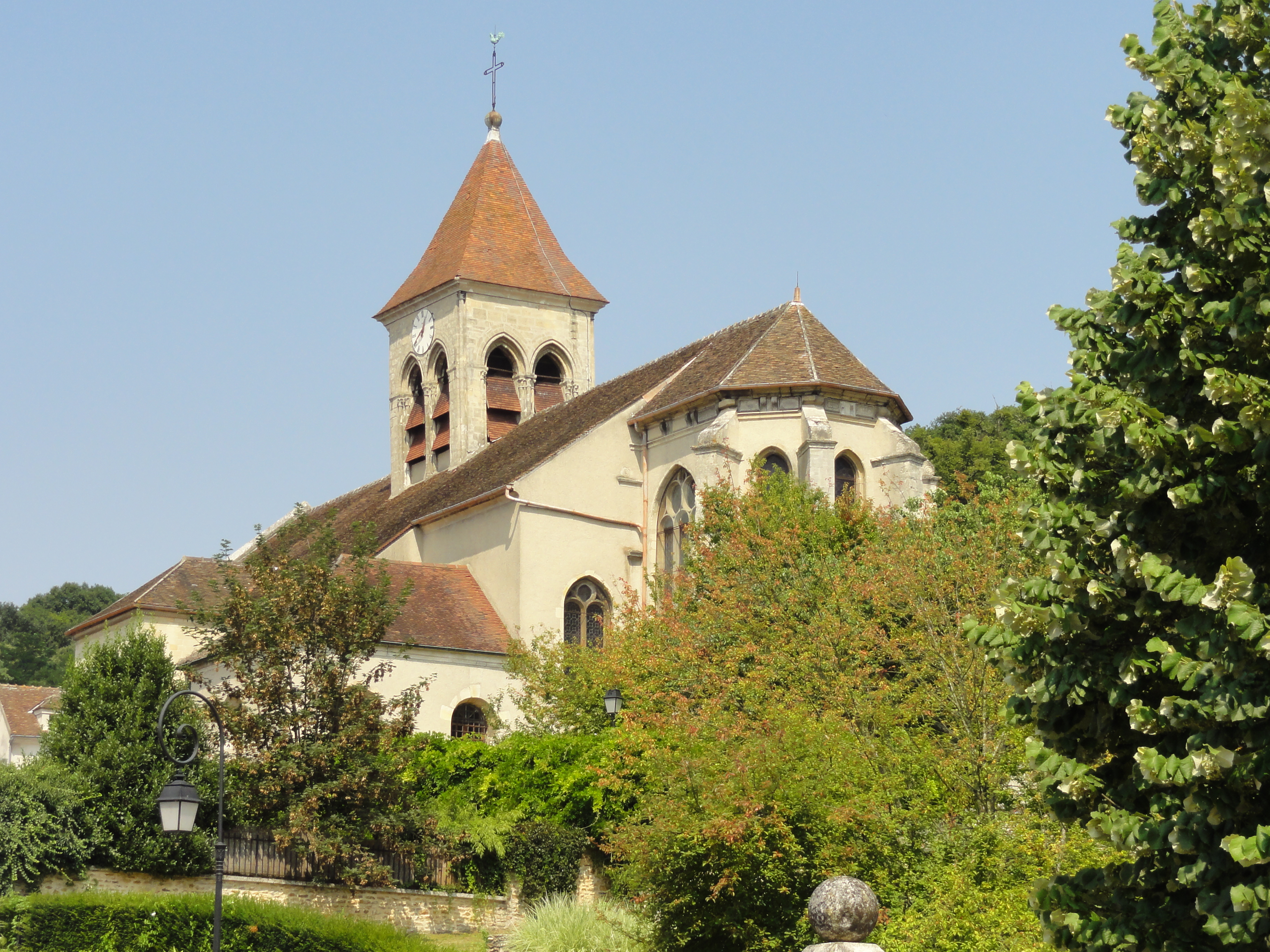
Chevet de l'église.
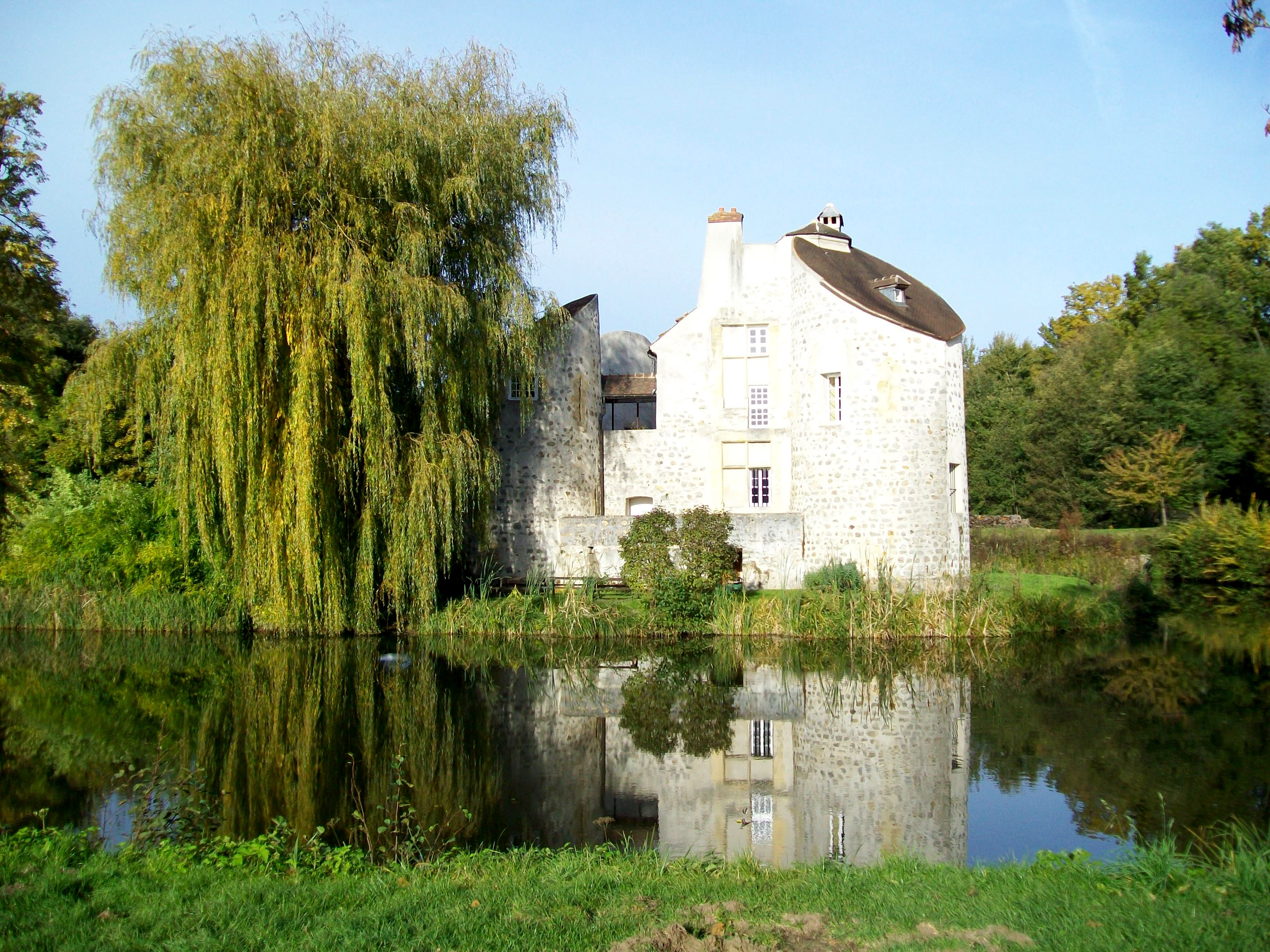
Château de la Chasse, façade est.
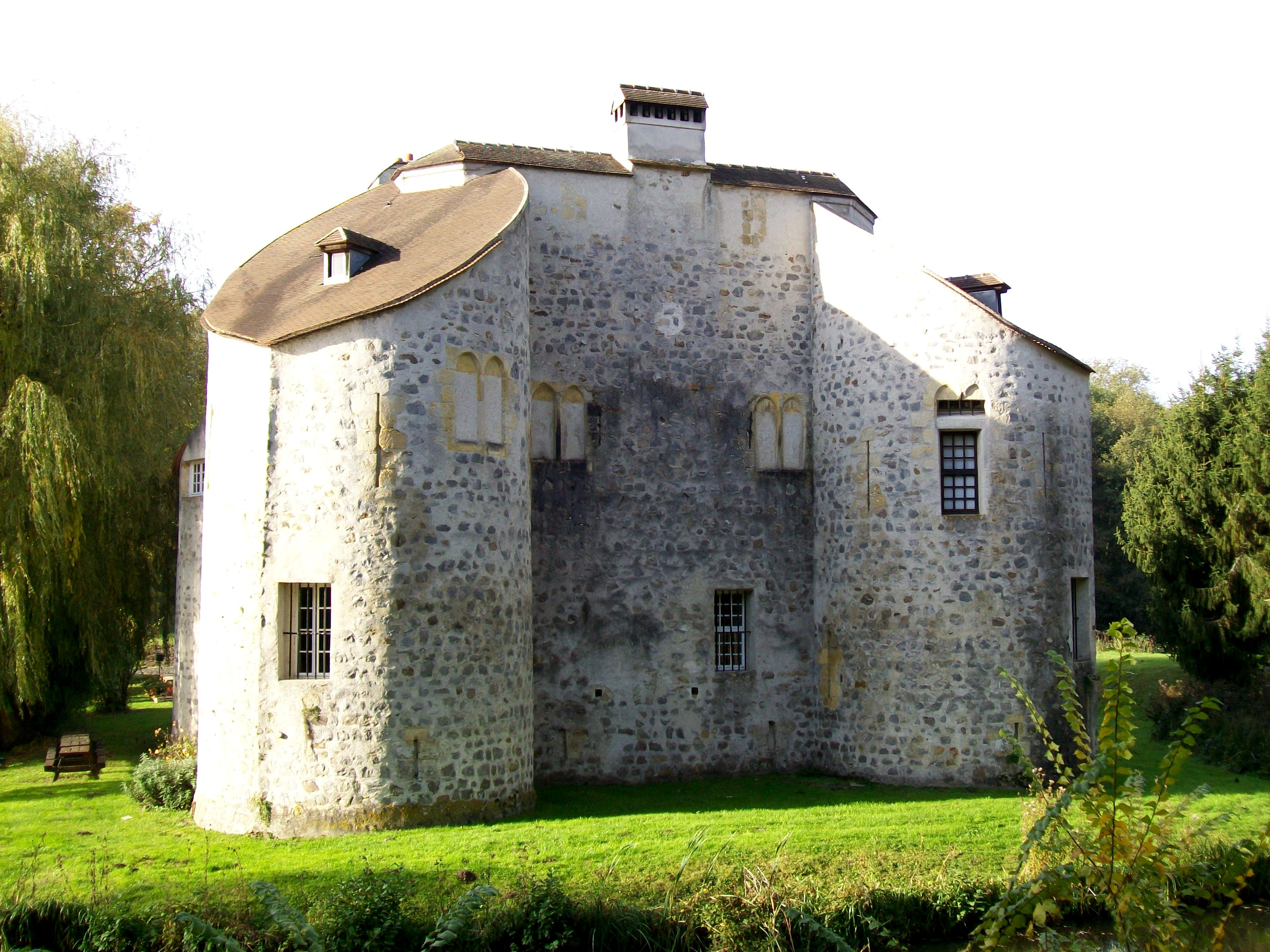
Façade nord du château.
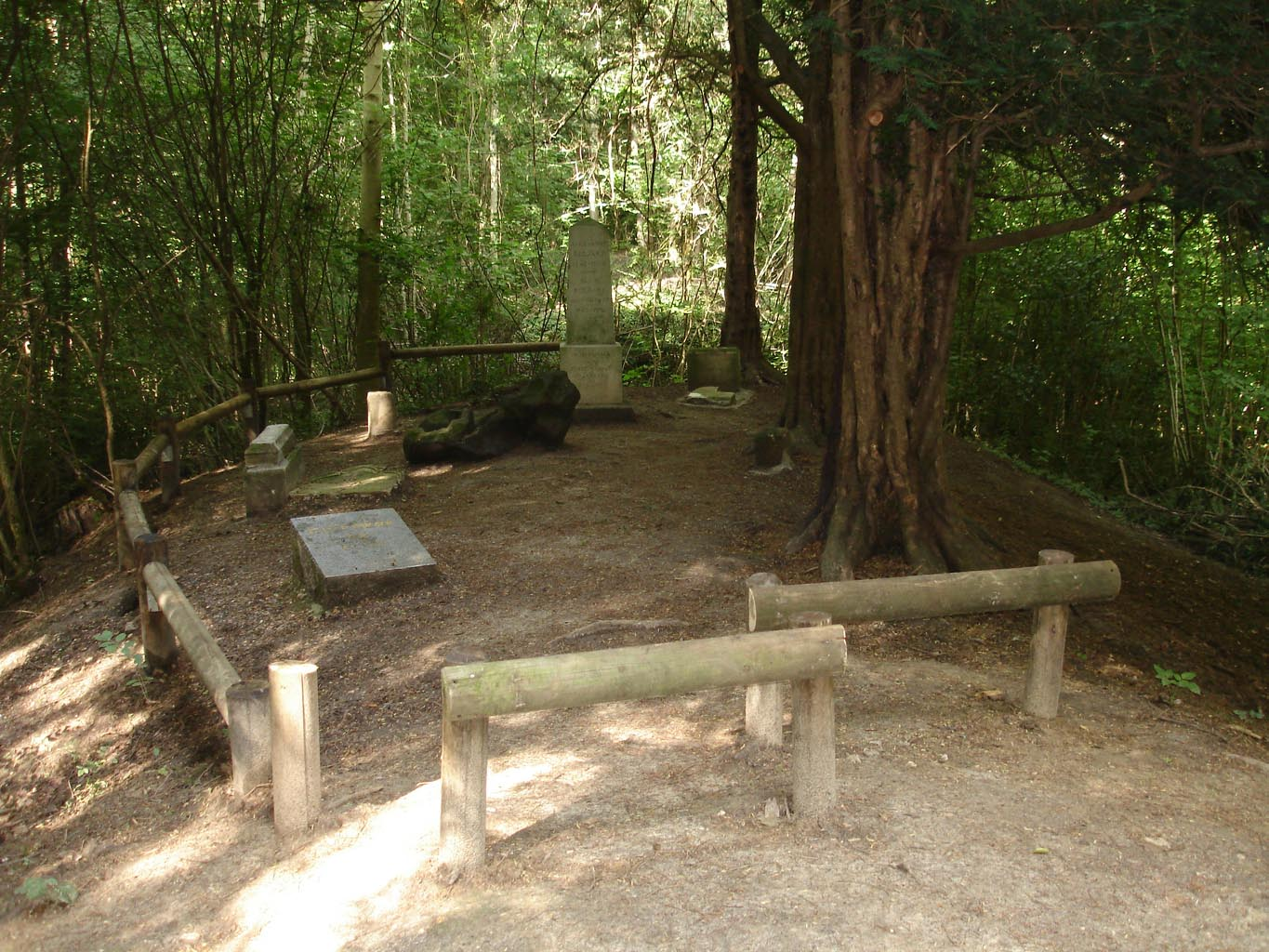
Cimetière de Bosc.

On peut également signaler :
- Ancien presbytère, rue de la Croix-Saint-Jacques : il fut bâti au XIIe siècle à l'emplacement d'une ancienne grange dîmière. Il fut remanié aux XVIIe et XIXe siècles, mais garde une charpente de la fin du XVIIe siècle. Construit sur un terrain pentu, il comporte six niveaux d'un côté et seulement trois de l'autre. La cave la plus profonde n'est redécouverte qu'en 1980 ; elle se compose de deux fois trois voûtes d'ogives reposant sur deux piliers centraux[b 2].
- Fontaine Saint-Pry, place de la fontaine aux Pèlerins : Elle est liée au pèlerinage qui se développa autour des reliques de saint Pry (ou Prix) à la fin du XIVe siècle et prit de l'ampleur au siècle suivant. La fontaine médiévale fut restaurée en 1870 puis dans les années 1990. Elle se situe dans un talus retenu par un mur de soutènement, dans un renfoncement sous une voûte en berceau ogivale. Deux colonnes à chapiteaux encadrent l'ouverture ogivale, et au fond du petit local fermé par une belle grille en fer forgé, trône une statue polychrome du saint dans une niche[b 4].
- Musée archéologique et historique, 45 rue d’Ermont : Le musée est installé dans l'ancien prieuré Blanc, où les chanoines de l'abbaye Saint-Victor de Paris emménagèrent en 1526 au détriment de leur ancien prieuré près de la fontaine Sainte-Radegonde. De ce fait, le prieuré prit également le surnom de prieuré Sainte-Radegonde. Des fouilles archéologiques ont mis au jour une glacière du XVIe siècle, une cave du XIIe siècle sous la cour, une cave de 1537 et un caveau de 1560. Ce contexte prédestine la maison pour héberger un musée archéologique. Il présente une collection d’objets provenant de fouilles réalisées aux abords de l’église et du prieuré : des vases décorés du XIIe siècle, des poteries remarquables, des cruches et verres à boire datant des XVIe et XVIIe siècles. Une présentation d’outils et d’objets témoigne de la présence de la vigne et de la dentelle pendant plusieurs siècles[b 5]. (Visite le premier samedi de chaque mois, de 14 h à 18 h, sauf les jours fériés.)
- Croix des Célestins : elle fut élevée au XVIIe siècle au carrefour de la rue de Maubuisson et de la rue du Château-de-la-Chasse, L'appellation de croix des Célestins est attestée dès le XVIe siècle. Ensuite la croix est déplacée vers le vieux cimetière. Elle se distingue par la hauteur importante de son fût. Son pupitre sculpté était utilisé lors de la procession du dimanche des Rameaux pour les chants traditionnels[b 6].
- Croix hosannière, place de la Croix : Elle fut érigée au XVIIe siècle et possède également un fût remarquable par sa hauteur et sa minceur. La croix marque peut-être l'emplacement d'une des portes du village détruite en 1662[b 7].
- Château de la Terrasse : il fut édifié au XVIIIe siècle à l'emplacement d'un premier château sur le fief de Maubuisson ; celui-ci fut d'abord la propriété du prieuré clunisien Saint-Martin-des-Champs durant tout le moyen-âge avant de péricliter au XVIe siècle[40]. Le château actuel accueillit Victor Hugo et l'abbé de La Mennais vers 1840, puis il devint une maison de retraite pour prêtres âgés grâce à un legs sous le nom de maison Saint-Joseph. Les sœurs maristes reprennent le château en 1939 et y ouvrent leur école du Rosaire. Quand cette dernière déménage pour Saint-Leu en 1947, les sœurs en font leur maison de retraite[b 8]. Vendu vers 2020, il a été restauré et transformé en appartements.
- Château de la Ferme, 1 rue Auguste-Rey : il est construit pour l'acteur Larive à partir de 1791 à l'emplacement d'une ferme relevant du domaine de la Terrasse, qui fut rasée au préalable. La grande demeure de style classique (conservé sur sa façade sud) est acquise en 1928 par les sœurs maristes qui l'agrandissent pour en faire leur noviciat. Depuis 1958, le château de la Ferme est une maison de retraites spirituelles nommée Massabielle[b 9].
- Maison de Michel-Jean Sedaine, 47 rue Auguste-Rey : L'auteur dramatique peut acquérir cette maison en 1780 grâce à la générosité de Catherine la Grande, et l'agrandir en 1792. La maison a conservé ses façades de la fin du XVIIIe siècle[b 8].
- Temple d'Amour et fontaine, allée des Marronniers / allée des Érables : La vasque oblongue de cette fontaine du XVIIIe siècle est enserrée dans un escalier en fer à cheval et surmonté par un temple en échelle réduite. L'emplacement de la fontaine faisait partie du domaine du château de Rubelles, du nom d'une famille de seigneurs au Moyen Âge. Ce château a été démoli en 1791 par son nouveau propriétaire Jean-Baptiste Dumangin, professeur à la faculté de médecine, qui ne garde que le château des Vendôme acquis dans un même lot[b 8].
- Fontaine Sainte-Radegonde, route des Fonds, en forêt de Montmorency : Attestée dès le Moyen Âge et réputée guérir la gale, des écrouelles et des dartres, elle fait l'objet d'un pèlerinage annuel par le chemin de la Messe. La fontaine était la propriété du prieuré du Bois-Saint-Père, établie à proximité de la fontaine sur le territoire de la commune voisine de Bouffémont, fondé en 1135 par Mathieu Ier de Montmorency, et placé sous l'autorité de l'abbaye Saint-Victor de Paris. La chapelle Notre-Dame du bois Saint-Père est démolie en 1842, et les autres bâtiments du prieuré servent encore de ferme jusqu'en 1900, puis sont démolis[b 10].
- Tour du Plumet, en forêt de Montmorency : Bâtie en meulière et briques en 1863, cette tour sert de relais de chasse au baron Léopold Double, propriétaire du château des Vendôme et d'une grande partie de la forêt au nord de Saint-Prix. Le baron fait également créer une grotte près de l'étang Marie, et une glacière près de la tour du Guet, place de la Croix-Saint-Jacques[b 11].
- Auberge du Gros-Noyer, 42 avenue du Général-Leclerc : Aux XVIIe et XVIIIe siècles, Saint-Prix était formée de « noyaux » et d’« écarts ». L’un de ces derniers se serait constitué autour d’une auberge au carrefour du Gros-Noyer[41]. Architecture significative de cette époque, la bâtisse est dotée d'une tour carrée en faux appareil, surmontée d’une double corniche moulurée et d’un toit en croupe. Le corps principal a été édifié dans le prolongement. Son toit est posé sur une charpente à enrayure. Propriété de la famille Ponchon, l’auberge du Gros-Noyer est réputée jusqu’à la Capitale pour la qualité de sa cuisine et de sa cave. De nombreux Saint-Prissiens y ont fêté baptêmes, communions, mariages ou anniversaires[42]. Après plus d’un quart de siècle de réclusion où elle fut transformée en maison de retraite, l’auberge du Gros-Noyer, attendant de connaître le destin que la ville de Saint-Prix, son nouveau propriétaire, lui réserve, a rouvert ses portes pour accueillir une agence de communication et une galerie d'art contemporain : un nouveau lieu de culture, d’échange et de dialogue[43].

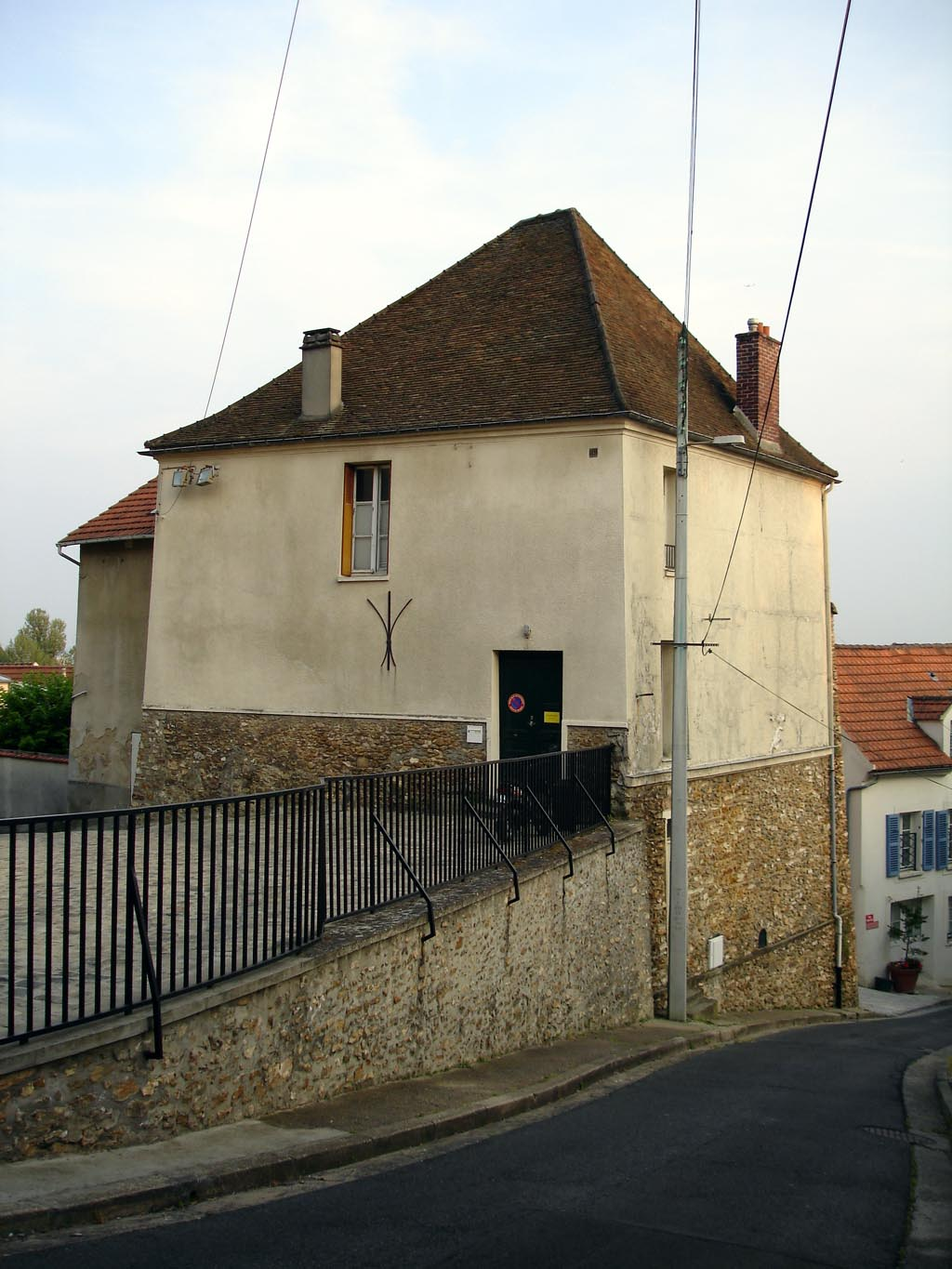
Ancien presbytère.
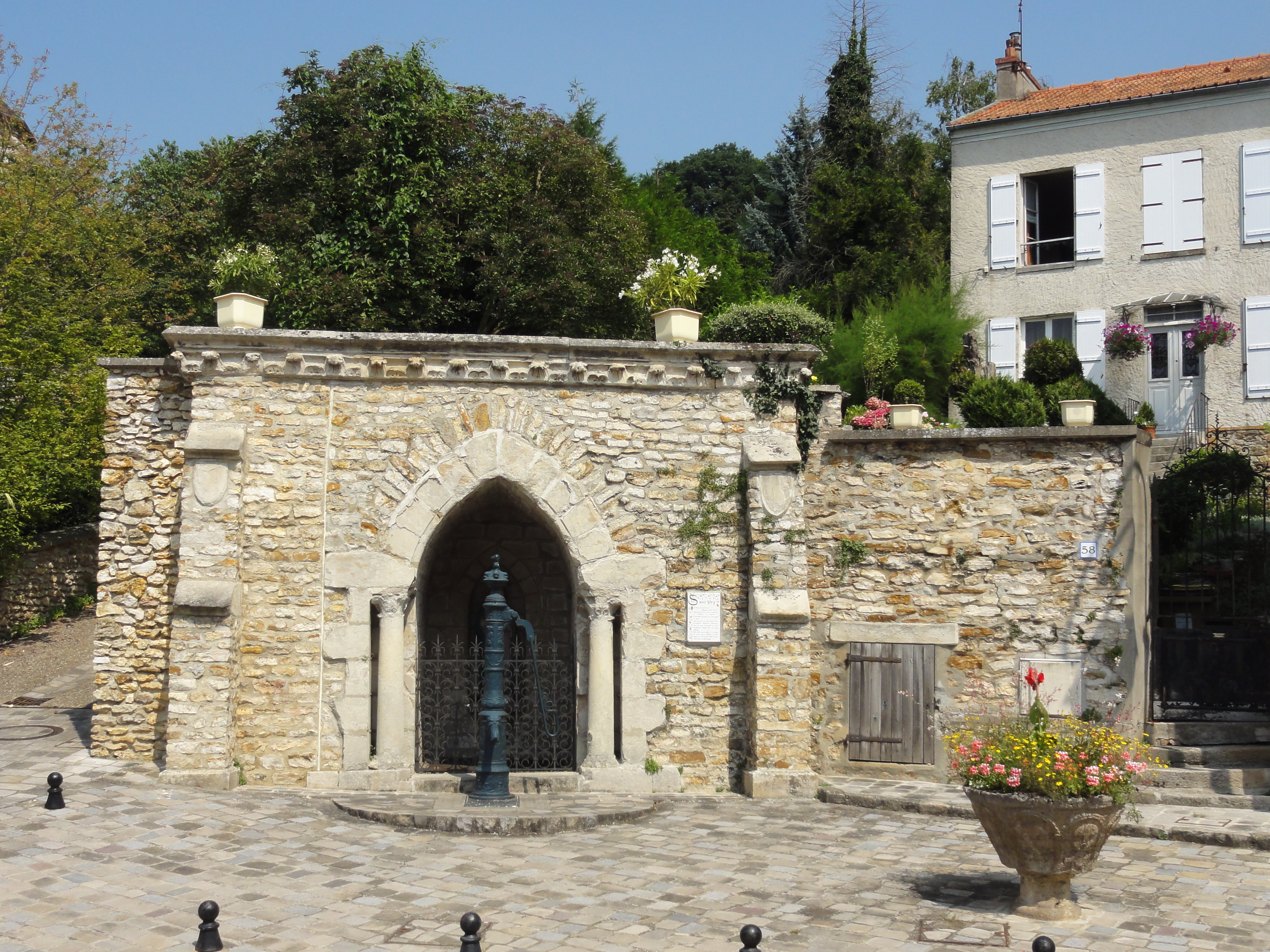
Fontaine Saint-Pry.
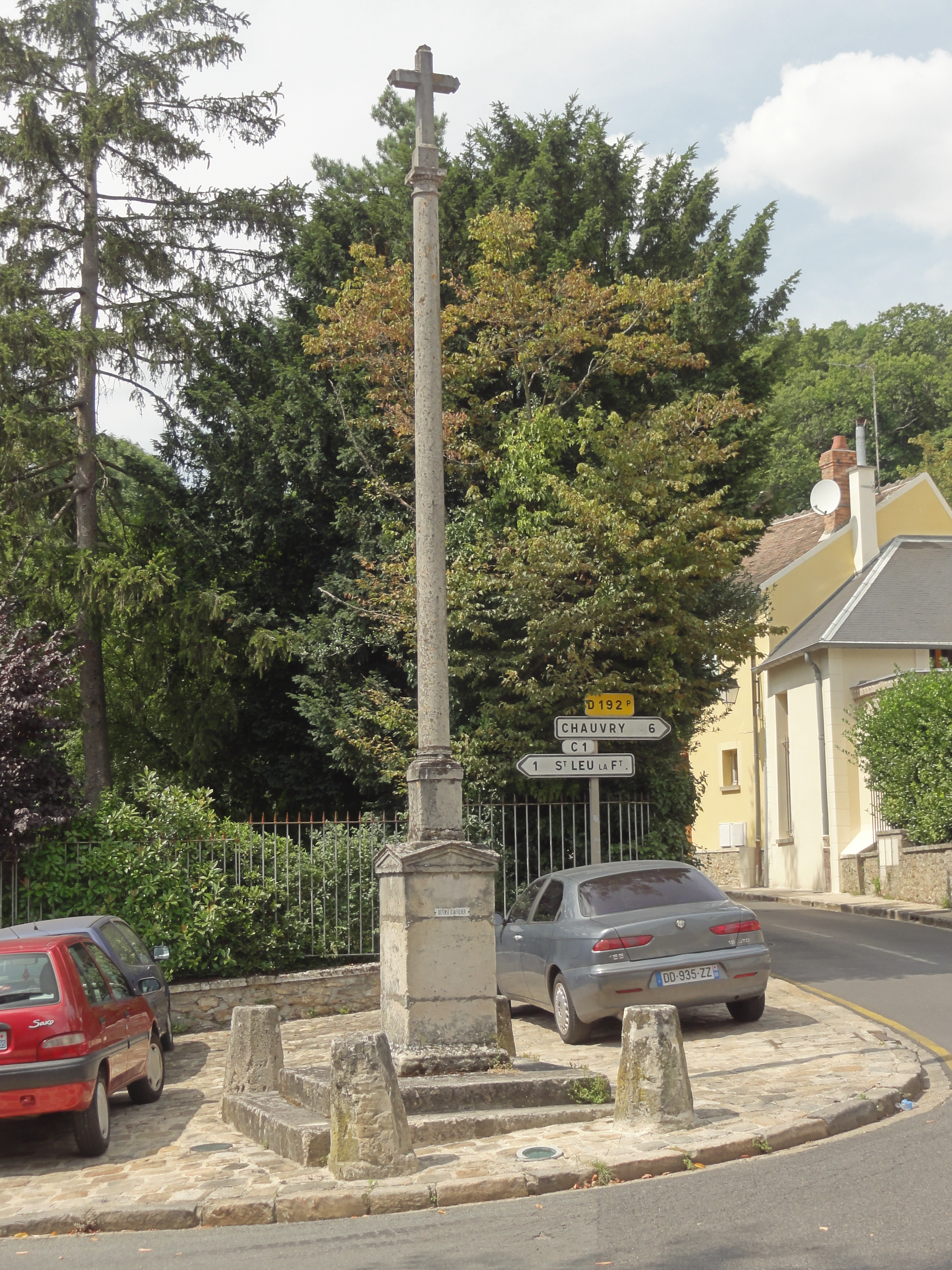
Croix hosannière.
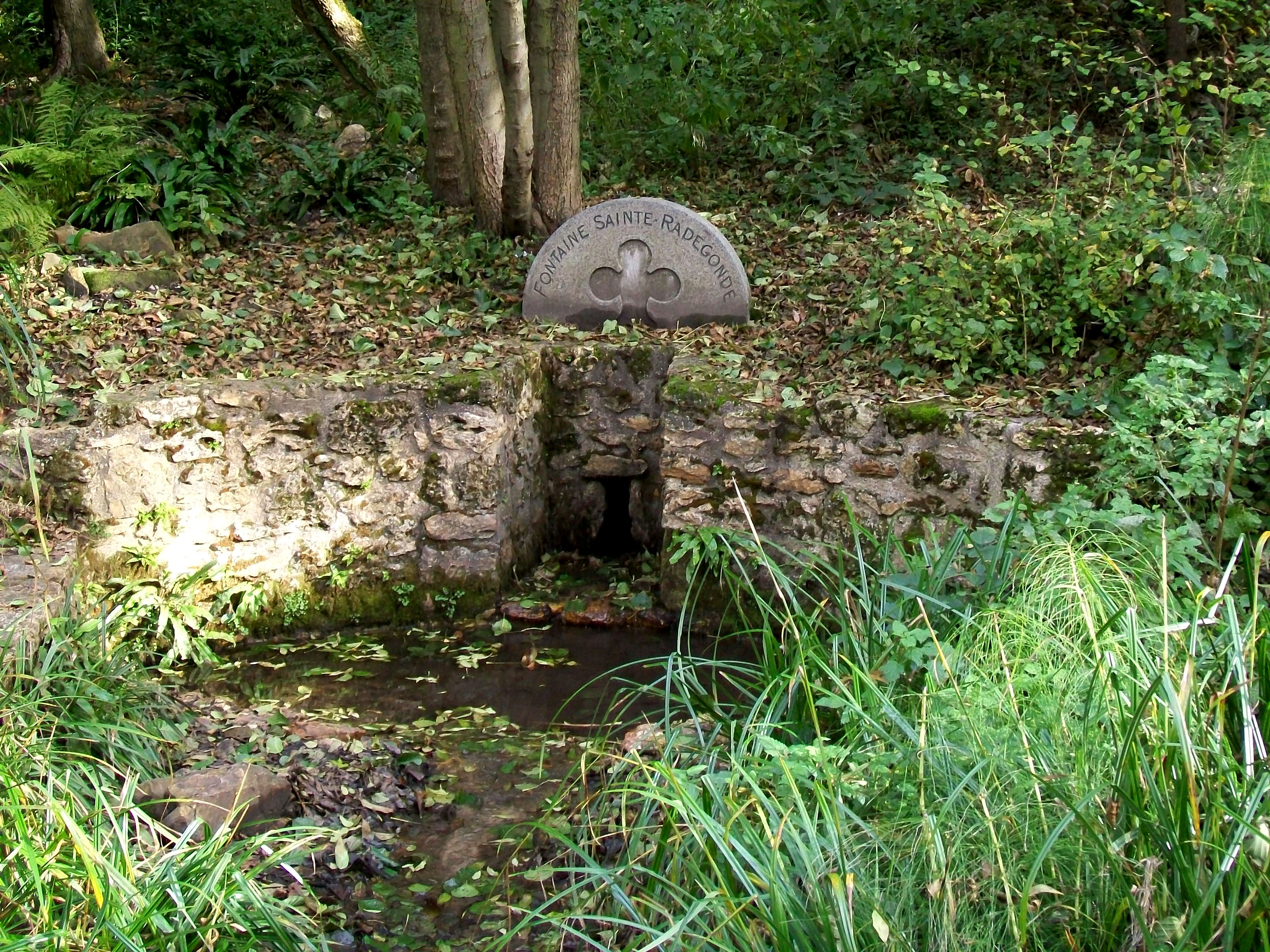
Fontaine Sainte-Radegonde.
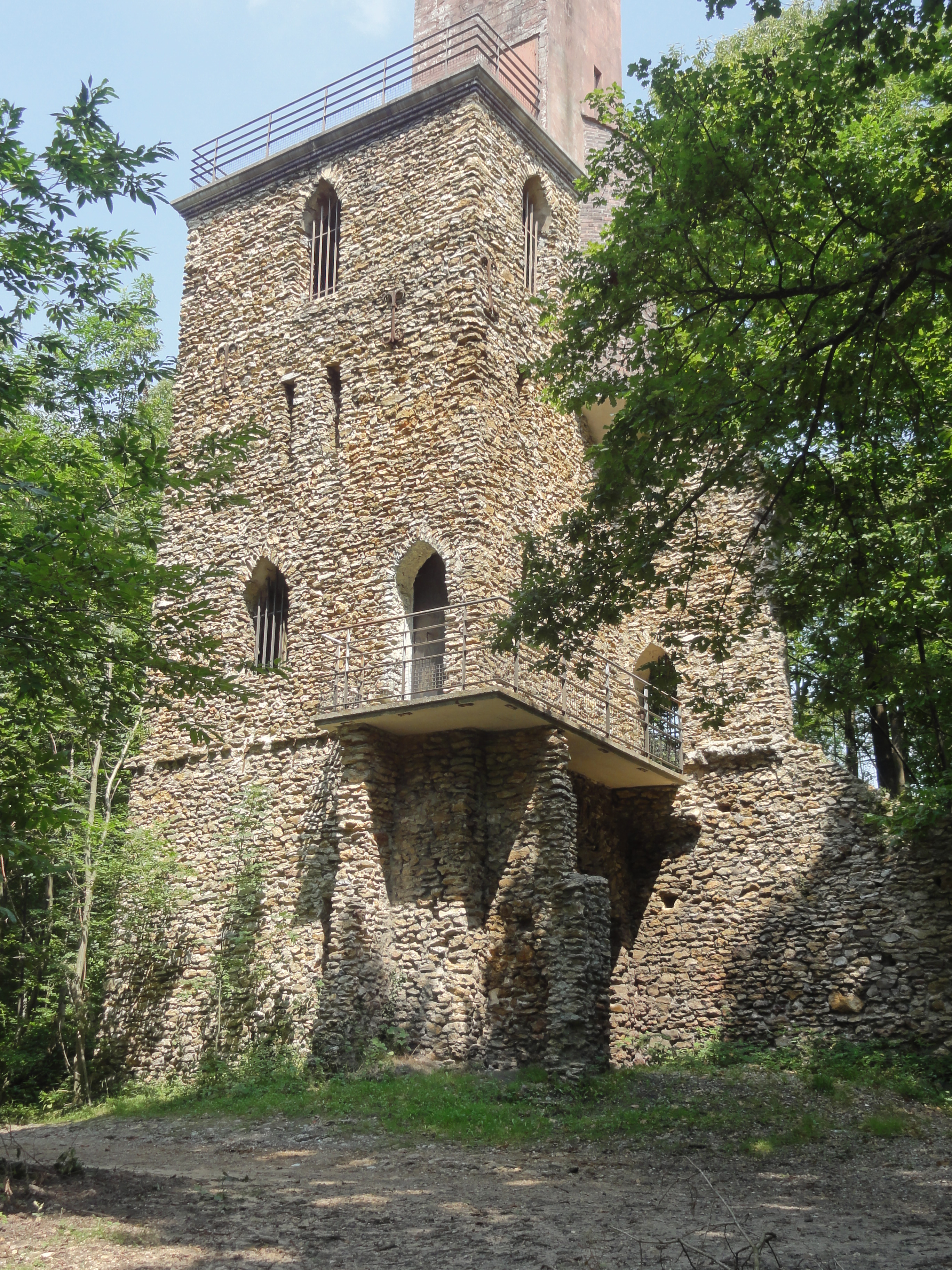
Tour du Plumet.
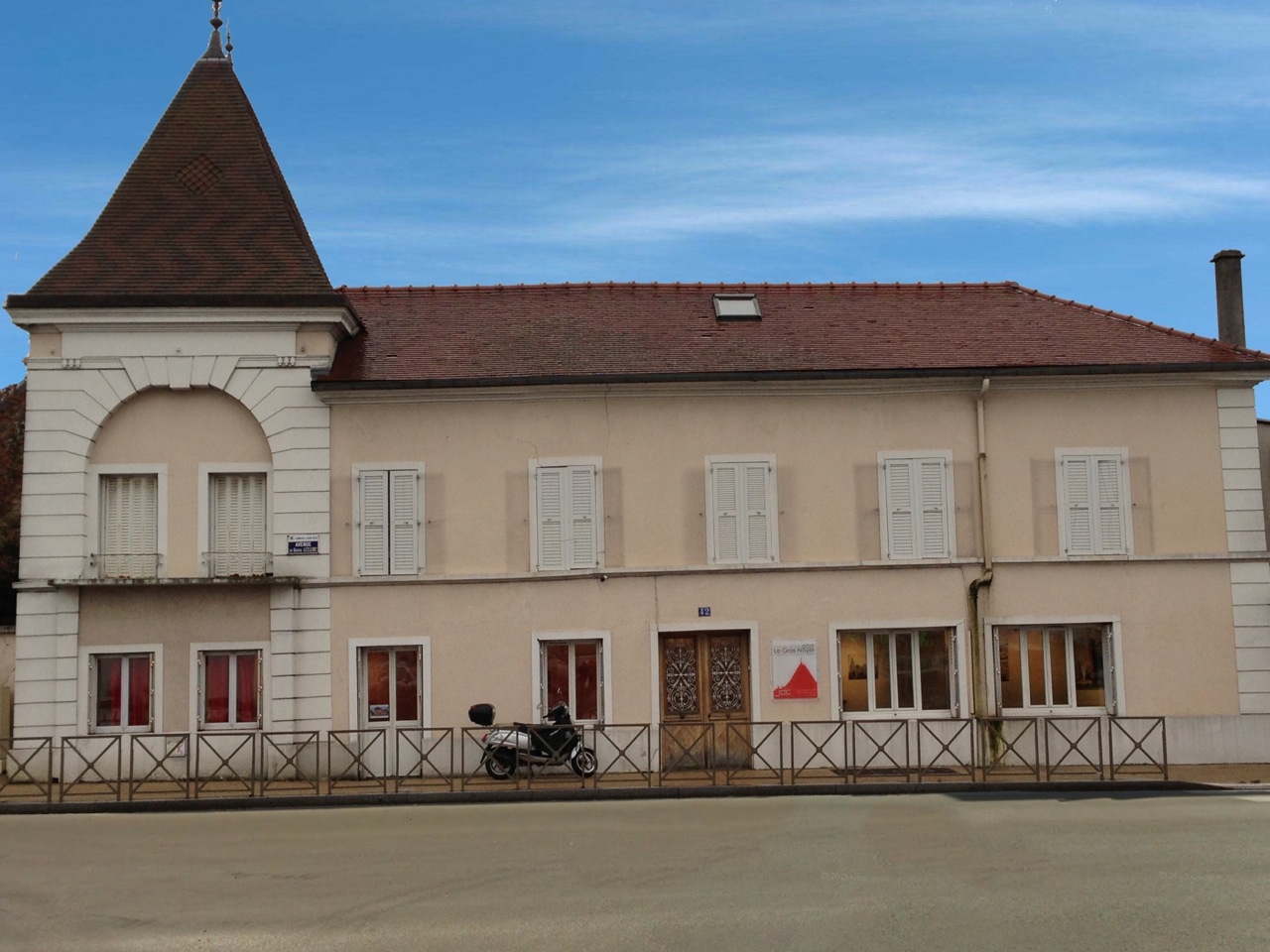
Auberge du Gros-Noyer.

### Personnalités liées à la commune
La commune devient, pendant la Terreur, le refuge de Roland, La Révellière-Lépeaux, Bosc et des proscrits girondins[réf. nécessaire].

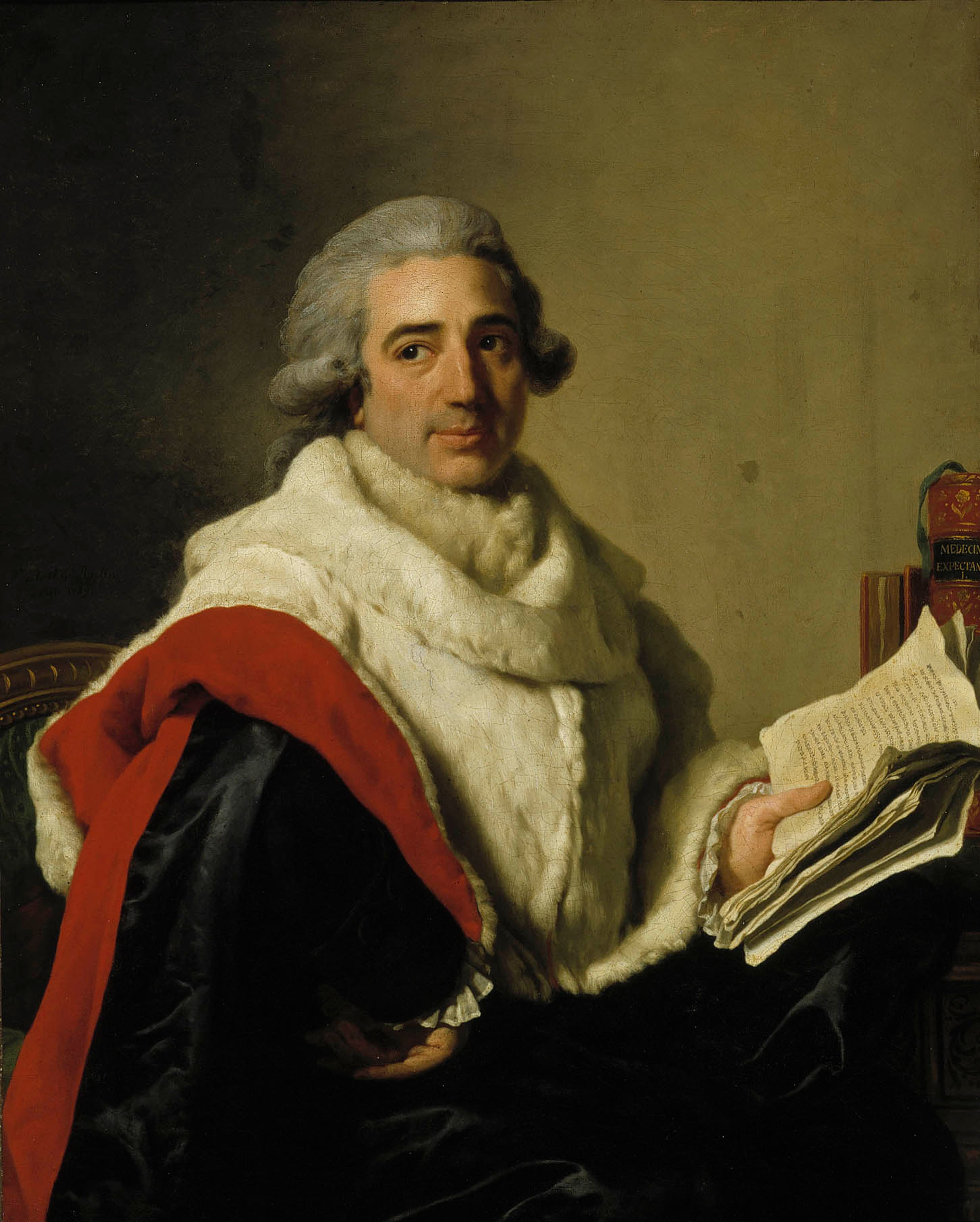
Jean-Baptiste Dumangin.

Résidence de Boileau, Sedaine, Paul-Louis Courier, Lamennais, Edmond Rostand, José María Semprún Gurrea (père de Jorge Semprún) pendant la Seconde Guerre mondiale. Le village est devenu très prisé pour son cadre par les artistes : Catherine Deneuve y réside ainsi que Lorie qui y a fait édifier une demeure.
- Jean-Victor Badin (1872-1949), sculpteur.
- Arthur de Boislisle (1835-1808), historien, membre de l'Académie des inscriptions et belles-lettres, en 1884, de la Société de l'histoire de France, et de Paris et Île-de-France. Habite «La Solitude».
- Léopold Double (1812-1881), grand collectionneur. Il épouse Eugénie Pauline Collin (1827-1900), arrière-petite fille du docteur Jean-Baptiste Dumangin. Ils ont résidé et sont enterrés à Saint-Prix.
- Eugène Joseph Lucien Double (1846-1895), bibliophile, auteur de romans historiques sur la Vallée de Montmorency. Fils de Léopold Double et d'Eugénie Pauline Collin. Il a résidé et il est enterré à Saint-Prix.
- Jean-Baptiste Dumangin (1744-1826), médecin, il soigne et autopsie Louis XVII dans la tour du Temple en juin 1795. Il habite le château des Vendôme. Mort et enterré à Saint-Prix.
- Victor Hugo (1802-1885) à séjourné au château de La Terrasse à Saint-Prix en 1840[45]
- Charles-Philippe Larivière (1798-1876), artiste peintre, enterré à Saint-Prix au côté de son beau-fils, Albert Maignan.
- Albert Maignan, (1845-1908), artiste peintre a résidé et est décédé dans cette commune.
- Jean-Pierre Mocky (1929-2019), réalisateur et acteur français, enterré à Saint-Prix au caveau familial[46].
- Michel-Jean Sedaine (1719-1797) s'achète une demeure à Saint-Prix[45].
- Tchami, de son vrai nom Martin Bresso (1985-), compositeur, DJ, producteur et réalisateur artistique français y a résidé durant sa jeunesse.

### Héraldique
|  | Saint-Prix - Les armes de Saint-Prix se blasonnent ainsi : D'azur à la tour crènelée et couverte d'or, ouverte et ajourée du champ, maçonnée de sable. |